# Hybolasius viridescens
Hybolasius viridescens là một loài bọ cánh cứng trong họ Cerambycidae.